# 吉田和明
吉田 和明（よしだかずあき、1954年 - 2019年1月23日）は、日本の評論家。千葉県館山市出身。法政大学経済学部経済学科卒業、東京工業大学社会理工学研究科博士課程満期退学。
太宰治、三島由紀夫、吉本隆明といった近現代文学者の研究が主なテーマ。『フォー・ビギナーズ・シリーズ』や『あしたのジョー論』などのほか、社会、思想、時事、近現代史などでも執筆活動を行う。
専門学校講師やセミナー講師、総合評論誌「テーゼ」主幹を務める。1986年より、日本ジャーナリスト専門学校講師。

## 著書
- 『吉本隆明』（フォー・ビギナーズ・シリーズ ） 現代書館 1985
- 『三島由紀夫』（フォー・ビギナーズ・シリーズ ） 現代書館 1985年
- 『吉本隆明論』 パロル舎 1986年
- 『柳田国男』（フォー・ビギナーズ・シリーズ ） 現代書館 1986年
- 『太宰治』（フォー・ビギナーズ・シリーズ ） 現代書館 1987年
- 『芥川龍之介』（フォー・ビギナーズ・シリーズ ） 現代書館 1989年
- 『続・吉本隆明論』 パロル舎 1991年
- 『宮沢賢治』（フォー・ビギナーズ・シリーズ ） 現代書館 1992年
- 『あしたのジョー論』 風塵社 1992年
- 『さまよえる<非在> 太宰治というフィクション』 パロル舎 1993年
- 『文学の滅び方』現代書館 2002年
- 『三億円事件と伝書鳩　1968~69』 社会評論社 2006年
- 『太宰治はミステリアス』社会評論社 2008年 ISBN 978-4-7845-0953-9
- 『ノアの箱船と伝書鳩 紀元前2348-47』 社会評論社 2009年 ISBN 978-4-7845-0906-5
- 戦争と伝書鳩 1870-1945 社会評論社 2011.8

### 共編
新田準共編
- 『PD叢書　食楽』凱風社　2008年　ISBN 978-4-7736-3301-6
- 『PD叢書　猫愛』凱風社　2008年　ISBN 978-4-7736-3302-3

### テレビ出演
- BS朝日スペシャル「太宰治連続心中の謎！！ その死の真相に猪瀬直樹がせまる」2002年2月17日放送